# Compendium (album)
Compendium (vertaling: "spellendoos") is het tweede studioalbum van Mr. So & So. Het album kwam uit op Cyclops Records een privéplatenlabel van een winkel in progressieve rockmuziek. Het album laat een betere verdeling tussen de stemmen horen. De basgitaar, nadrukkelijk aanwezig op het eerste album, neemt hier meer haar "normale" plaats in in de uitgevoerde nummers. Het album is opnieuw opgenomen in de Pagan Studio te Runcorn met opnieuw Steve Paine achter de knoppen. Het is het eerste album waarbij Charlotte Evans haar bijdragen leverde. 

## Musici
- Shaun McGowan – basgitaar, zang
- David Foster – gitaar
- Kieren Twist – toetsinstrumenten
- Leon Parr – slagwerk

met
- Charlotte Evans - zang
- Dominic C. Turner - trompet

## Muziek
Alle door Foster en McGowan tenzij aangegeven

| Nr. | Titel                                    | Duur |
| --- | ---------------------------------------- | ---- |
| 1.  | Closet skeletons                         |      |
| 2.  | Tick-a-box                               |      |
| 3.  | Hobson the traveller (McGowan)           |      |
| 4.  | Primrose days                            |      |
| 5.  | The missionary (Foster,McGowan, Twist)   |      |
| 6.  | Bolton-eeny-noo (Foster, McGowan, Twist) |      |
| 7.  | Sixes and sevens                         |      |
| 8.  | The visitor (Foster, McGowan, Twist)     |      |